# 제리 홀
제리 홀(Jerry Hall, 1956년 7월 2일 ~ )은 미국의 모델, 배우이다. 롤링 스톤스의 보컬 믹 재거와 슬하에 두 딸 엘리자베스 재거와 조지아 메이 재거를 두고 있다.